# Палас (хотел в Солун)
„Палас“ (на гръцки: Ξενοδοχείο Le Palace, старо име „Лукс Палас“, Λουξ Παλάς) е хотел в град Солун, Гърция.

## Местоположение
Сградата е разположена на улица „Йоанис Цимискис“ № 12 - на ъгъла с улица „Елевтериос Венизелос“.

## История
Сградата е построена в 1927 или 1929 година по проект на архитектите Александрос Дзонис и Леонидас Палеологос и по дизайн на К. Икономопулос. Построен е за хотел, каквато функция има от началото. Първоначално се казва „Лукс Палас“. На приземния етаж е в миналото се намира известната светска сладкарница „Галикон“, а след Вотрата световна война - сладкарница „Аргирис“.

## Архитектура
Състои се от приземен етаж с таванско помещение и първоначално три етажа. Някъде в началото на 60-те години, а може би по-късно, е добавен допълнителен етаж. Сградата има две страни, с характерна извита конфигурация на ъглите. Има абсолютна симетрия в отворите и много проста декорация. Във външните дизайните е по-богат - с гравюри между отворите, капители, декоративни ключове над входните врати. В поне една снимка от миналото виждаме релефно изображение над главната входна врата, в ъгъла на фасадите. Въпреки това, дори и на стари снимки, единствената декорация, която може да се види, е конфигурацията на парапета с шестоъгълни форми в разширението на колоните между отворите.
Обзавеждането на стаите е еднообразно, с постелки близо до леглата, фотьойлите и завесите. Тоалетните са с добри размери и естествена светлина и вентилация.